# Lepanthes lappacea
Lepanthes lappacea är en orkidéart som beskrevs av Carlyle August Luer. Lepanthes lappacea ingår i släktet Lepanthes och familjen orkidéer.
Artens utbredningsområde är Costa Rica. Inga underarter finns listade i Catalogue of Life.